# Cláudio Santoro
Cláudio Franco de Sá Santoro (født 23. november 1919 i Manaus – død 27. marts 1989 i Brasilia Brasilien) var en brasiliansk komponist, violinist, dirigent og professor. Santoro studerede violin og klaver på musikkonservatoriet i Rio de Janeiro, og senere komposition i Paris hos Nadia Boulanger.
Han har komponeret 14 symfonier, 3 klaverkoncerter og 7 strygerkvartetter etc.
Santoro har vundet mange priser og undervist rundt omkring i hele Verden, navnlig i Tyskland og i sit hjemland. Han var mellem 1970-1978 professor i komposition og direktion på Heidelberg Stats musikkonservatorium. Han har tillige været gæstedirigent i hele Verden for orkestre såsom Moskvas Stats Symfoniorkester,Leipzig Symfoniorkester og Prags Radio Symfoniorkester etc.
Santoro hører til en af Brasiliens største komponister i det 20. århundrede.

## Udvalgte værker
- Symfoni nr. 1 (1940) - for 2 strygeorkestre
- Symfoni nr. 2 (1945) - for orkester
- Symfoni nr. 3 (1947–8) - for orkester
- Symfoni nr. 4 "Freden" (1953)  - for kor og orkester
- Symfoni nr. 5 (1955) - for orkester
- Symfoni nr. 6 (1957) - for orkester
- Symfoni nr. 7 "Brasilien" (1960-1961) - for orkester
- Symfoni nr. 8 (1963) - for mezzosopran og orkester
- Symfoni nr. 9 (1982) - for orkester
- Symfoni nr. 10 (1982) - for baryton og orkester
- Symfoni nr. 11 (1984) - for orkester
- Symfoni nr. 12 (1985) - for orkester
- Symfoni nr. 13 (1986) - for orkester
- Symfoni nr. 14 (1987) - for orkester

## Ekstern kilde
- Om Claudio Santoro
- Om Claudio Santoro på musicweb-international.com Arkiveret 4. maj 2016 hos  Wayback Machine